# Цирк згорів, і клоуни розбіглися
«Цирк згорів, і клоуни розбіглися» — художній фільм режисера Володимира Бортко. Знятий на кіностудії «Ленфільм» (Росія) в 1997 році.
Картина, прем'єра якої відбулася 23 березня 1998 року, стала переможцем IX Відкритого російського кінофестивалю «Кінотавр» (1998) в категоріях «Найкраща жіноча роль» (Зінаїда Шарко) і «За кращу музику» (Володимир Дашкевич). Режисер стрічки Володимир Бортко був удостоєний спеціального призу на кінофестивалі «Вікно в Європу» (1998).

## Сюжет
Головний герой фільму — режисер Микола Худокормов (Микола Караченцов). Він стоїть на порозі п'ятдесятиріччя, за його плечима життя, багата подіями: творчі пошуки, неодноразові шлюби, діти. Все це вже в минулому. Залишилося лише глухе безгрошів'я, напівбожевільним мати, пияцтво і байдужість до самого себе. Микола мучиться від власної нездатності орієнтуватися в наступили «нові часи» і, отже, від нездатності зняти фільм. Він намагається отримати гроші, продаючи сценарій, який не в змозі написати.
Герой кидається в пошуках чуда, переслідуваний молодий прекрасною жінкою (Тетяна Ю), яка переконує його в ефемерності існування. Проходить час, і Микола розуміє, що незнайомка — це сама Смерть. Герой перебуває на межі самогубства, але вчасно зупиняється.

## У ролях
- Микола Караченцов — Микола Миколайович Худокормов
- Таня Ю (Тетяна Школяр) — Незнайомка (озвучування — Наталія Данилова)
- Зінаїда Шарко — Зоя Федорівна, мати Миколи
- Ніна Русланова — Тома, безробітна актриса, перша дружина Миколи
- Марія Шукшина — Лена, друга дружина Миколи (роль озвучила інша актриса)
- Тетяна Васильєва — Маргарита Олександрівна
- Ксенія Качаліна — Аля, дочка Миколи і Тамари
- Сергій Донцов — Олексій, чоловік Тамари, колишній драматург
- Петро Зайченко — Ігор, друг Миколи, бізнесмен
- Рудольф Фурманов — Артем (озвучування — Геннадій Богачов)
- Роман Громадський — Якутзолото
- Франко Бово — Джанкарло Вітцоді, бізнесмен, коханець Олени
- Олег Шаров — Баянист
- Бангіс Счастливий — Барабанщик (озвучування — Олександр Ликов)
- Леонід Руковець — Тимофій, син Миколи і Олени
- Вадим Єрмолаєв — Мер (озвучування — Андрій Толубеєв)
- Юрій Кузнєцов — Козак
- Олександр Ликов — Кілер
- Андрій Макаров — Банкір
- Тетяна Колесникова — Секретар
- Максим Григор'єв — Міліціонер
- Валентин Звягінцев — Факір
- Віталій Такс — П'єро
- Володимир Дюков — Саша, офіціант в ресторані

У зйомках брали участь співробітники 12-ї пожежної частини 16-го загону пожежної охорони УГПС Санкт-Петербурга.

## Знімальна група
- Автор сценарію: Володимир Бортко
- Автор діалогів: Наталя Бортко
- Режисер-постановник: Володимир Бортко
- Продюсер: Олександр Голутва
- Оператори-постановники: Сергій Ландо, Євген Шермергор
- Художник-постановник: Володимир Светозаров
- Композитор: Володимир Дашкевич
- Диригент: Станіслав Горковенко (Симфонічний оркестр ім. В. П. Соловйова-Сєдого)
- Балетмейстер: Галі Абайдулов

## Музика у фільмі
- Р. Шуман «Мрії»
- Ф. Шопен «Марш»
- П. Чайковський «Ноктюрн»
- «Летка-Єнка»
- А. Фоссен «Карусель»
- З. Абреу «Тіко-тіко»
- В кінці фільму кадри і пісня з кінокартини О. Птушка 1939 року «Золотий ключик».